# Liste von Theaterbränden

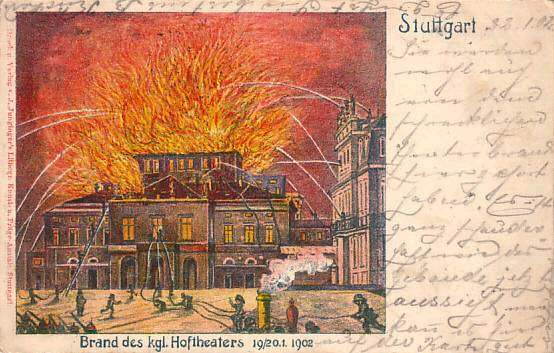
Brand des Stuttgarter Hoftheaters 1902

Theaterbrände waren insbesondere bis zum 19. Jahrhundert aufgrund der Theaterbeleuchtung durch Kerzen oder Gaslicht häufig und forderten oft viele Todesopfer.
Spätestens nach dem Feuer im Wiener Ringtheater 1881 wurden zahlreiche sicherheitstechnisch unzureichende Theater mit fehlenden Rettungswegen geschlossen, zahlreiche freistehende Neubauten mit Eisernem Vorhang und neuartigen Fluchtwegkonzepten entstanden, die strikten Sicherheitsvorschriften auch im Betrieb unterstanden.

## Liste von Theaterbränden
| Datum            | Ort                 | Staat (heute)  | Theater                                               | Todesopfer                 | Bemerkungen |
| ---------------- | ------------------- | -------------- | ----------------------------------------------------- | -------------------------- | --- |
| 29. Juni 1613    | London              | England        | Globe Theatre                                         | 0                          | Durch den Abschuss einer Kanone auf der Bühne entzündet. |
| 9. Dez. 1621     | London              | England        | Fortune Playhouse                                     |                            | |
| 19. Apr. 1689    | Kopenhagen          | Dänemark       | Opernhaus auf Amalienborg                             | 230                        | Während einer Vorstellung abgebrannt, nur wenige Tage nach der Eröffnung des Hauses. |
| 3. Nov. 1761     | Wien                | Österreich     | Theater am Kärntnertor                                | 2                          | |
| 11. Mai 1772     | Amsterdam           | Niederlande    | Schouwburg                                            | 18                         | Während der Vorstellung durch einen fehlerhaften Talgbehälter der Beleuchtung ausgelöst. |
| 8. Juni 1781     | Paris               | Frankreich     | Opéra (Salle du Palais-Royal)                         | mehrere                    | |
| 17. Juni 1789    | London              | Großbritannien | Haymarket Theatre                                     |                            | Bis auf die Grundmauern abgebrannt. Am 6. Dezember 1867 weiterer Brand an derselben Stelle (Her Majesty’s Theatre). |
| 17. Aug. 1792    | Birmingham          | Großbritannien | Theatre Royal (damals „New Street Theatre“)           | 0                          | Brandstiftung |
| 18. März 1799    | Paris               | Frankreich     | Odéon-Théâtre                                         | 2                          | Brandstiftung |
| 1. Juli 1808     | Königsberg          | Deutschland    | Schauspielhaus                                        | 7                          | |
| 20. Sep. 1808    | London              | England        | Covent Garden Theatre                                 | 20                         | |
| 26. Dez. 1811    | Richmond (Virginia) | USA            | Richmond Theatre                                      | 72                         | |
| 29. Juli 1817    | Berlin              | Deutschland    | Königliches Nationaltheater                           | 1                          | Während einer Probe, daher keine Zuschauer im Haus. Brandursache ungeklärt. |
| 7. Jan. 1820     | Birmingham          | Großbritannien | Theatre Royal                                         | 1 (beim Aufräumen)         | Brandstiftung |
| 14. Jan. 1823    | München             | Deutschland    | Nationaltheater                                       | 0                          | Das Feuer brannte zwei Tage, es wird Brandstiftung vermutet. |
| 25. Dez. 1823    | Graz                | Österreich     | Schauspielhaus                                        |                            | Kurz nach Renovierung. Brand in den Morgenstunden. |
| 24. März 1824    | Brandenburg         | Deutschland    | Theater                                               | 1                          | |
| 22. März 1825    | Weimar              | Deutschland    | Hoftheater                                            | 0                          | |
| 24. Nov. 1825    | Stockholm           | Schweden       | Kleines Schauspielhaus                                | 3                          | |
| 21. Feb. 1835    | Paris               | Frankreich     | Théâtre de la Gaité                                   | 3                          | |
| 15. Jan. 1838    | Paris               | Frankreich     | Théâtre Royal Italien                                 | 4                          | |
| 8. Aug. 1838     | Sinigaglia          | Italien        | Teatro Comunale                                       | 2                          | |
| 28. Feb. 1839    | Mons                | Belgien        | Théâtre                                               | 1                          | |
| 1. Apr. 1840     | Cork                | Irland         | Theatre Royal                                         |                            | Bis auf die Grundmauern abgebrannt. 1853 wiedereröffnet. |
| 29. Apr. 1843    | Le Havre            | Frankreich     | Théâtre                                               | 1                          | |
| 18. Aug. 1843    | Berlin              | Deutschland    | Lindenoper                                            | 0                          | Haus bis auf die Grundmauern zerstört. Brandursache ungeklärt. |
| 1845             | Guangzhou (Kanton)  | China          | Theater                                               | 1670                       | Opferzahl möglicherweise übertrieben. |
| 25. Jan. 1846    | Avignon             | Frankreich     | Schauspielhaus                                        | 1                          | |
| 28. Feb. 1847    | Karlsruhe           | Deutschland    | Hoftheater                                            | 65                         | Ausgelöst durch die Gasbeleuchtung im voll belegten Zuschauerraum während einer Vorstellung. |
| 16. Dez. 1848    | New York City       | USA            | Park Theatre                                          |                            | |
| 15. März 1849    | Köln                | Deutschland    | Vaudeville Théâtre                                    | 1                          | |
| 6. Mai 1849      | Dresden             | Deutschland    | Altes Opernhaus am Zwinger                            | 0                          | |
| 26. März 1853    | Moskau              | Russland       | Petrowski-Theater (Kaiserliches Opernhaus)            | 11                         | |
| 23. Mai 1853     | Edinburgh           | Schottland     | Theatre Royal (als Adelphi Theatre)                   |                            | Brand in der Nacht auf 24. Mai 1855 als Queen’s Theatre and Opera House wiedererrichtet. Weiterer Brand 1857. |
| 19. Dez. 1855    | Edinburgh           | Schottland     | Theatre Royal                                         |                            | (1855 Neueröffnung und im selben Jahr schon wieder ein Brand?) |
| 7. März 1855     | Dessau              | Deutschland    | Hoftheater                                            |                            | |
| 21. Jan. 1855    | Brüssel             | Belgien        | Théâtre Royal                                         | 3 (2 davon Feuerwehrleute) | Bis auf die Grundmauern abgebrannt. Nur ein Jahr danach wiedereröffnet. Ursprünglich unter dem Namen „Grand Théâtre de la Monnaie“ im Jahr 1700 eröffnet. |
| 1857             | Edinburgh           | Schottland     | Theatre Royal (als Queen’s Theatre and Opereta House) |                            | Brand zwei Jahre nach Wiedererrichtung 1855 also etwa 1857. |
| 7. Juni 1857     | Livorno             | Italien        | Teatro degli Aquidotte (Arena)                        | mindestens 43              | |
| 22. Juli 1859    | Köln                | Deutschland    | Stadttheater                                          | 1                          | |
| 9. Apr. 1861     | Barcelona           | Spanien        | Gran Teatre del Liceu                                 | 0                          | |
| 8. Juni 1863     | Wien                | Österreich     | Theater am Franz-Josefs-Kai (Treumann-Theater)        | 0                          | |
| 13. Jan. 1865    | Edinburgh           | Großbritannien | Theatre Royal                                         | 6                          | |
| 6. Dez. 1867     | London              | Großbritannien | Her Majesty’s Theatre                                 |                            | Schon zuvor am 17. Juni 1789 als Haymarket-Theater bis auf die Grundmauern abgebrannt. |
| 11. Dez. 1867    | Paris               | Frankreich     | Théâtre de Belleville                                 | 2                          | |
| 16. Feb. 1869    | Köln                | Deutschland    | Stadttheater                                          | 8                          | Brand um fünf Uhr morgens |
| 21. Sep. 1869    | Dresden             | Deutschland    | Königliches Hoftheater                                | 0                          | Bei der Reparatur der Gasbeleuchtung durch Unvorsichtigkeit eines Arbeiters entzündet. |
| 23. Okt. 1871    | Darmstadt           | Deutschland    | Hoftheater                                            | 0                          | |
| 29. Okt. 1873    | Paris               | Frankreich     | Grand Opéra (Salle Le Peletier)                       | 1                          | |
| 22. März 1874    | Augsburg            | Deutschland    | Stadttheater Augsburg                                 |                            | Zerstörung des Theaters am Lauterlech, anschließend Neubau an anderer Stelle |
| 16. Dez. 1874    | Kasan               | Russland       | Stadttheater                                          | 2                          | |
| 3. Nov. 1875     | Lyon                | Frankreich     | Grand Théâtre                                         | 1                          | |
| 25. Nov. 1875    | Barmen              | Deutschland    | Stadttheater                                          | 3                          | |
| 5. Dez. 1876     | New York City       | USA            | Brooklyn Theatre                                      | 283                        | |
| 9. Feb. 1880     | Dublin              | Irland         | Theatre Royal                                         | 1                          | eine vom Installateur versehentlich offen gelassene Gasleitung |
| 18. Feb. 1881    | München             | Deutschland    | Kil’s Colosseum                                       | 9                          | → Hauptartikel : Eskimotragödie |
| 23. März 1881    | Nizza               | Frankreich     | Opéra de Nice                                         | ca. 200                    | |
| 11. Aug. 1881    | Prag                | Tschechien     | Národní divadlo                                       |                            | |
| 8. Dez. 1881     | Wien                | Österreich     | Ringtheater                                           | 384                        | → Hauptartikel : Ringtheaterbrand |
| 16. Apr. 1882    | Schwerin            | Deutschland    | Hoftheater                                            | 1                          | |
| 16. Mai 1884     | Wien                | Österreich     | Stadttheater                                          |                            | |
| 6. Dez. 1885     | Moskau              | Russland       | Stadttheater Moskau                                   |                            | |
| 17. Feb. 1887    | Ljubljana           | Slowenien      | Ständisches Theater                                   | 0                          | |
| 25. Mai 1887     | Paris               | Frankreich     | Opéra Comique                                         | 131                        | |
| 5. Sep. 1887     | Exeter              | Großbritannien | Theatre Royal                                         | 180                        | Zwei Jahre vorher eröffnet |
| 31. Dez. 1890    | Zürich              | Schweiz        | Aktientheater                                         | 0                          | |
| 1900             | Paris               | Frankreich     | Élysée Montmartre                                     |                            | Innengebäude abgebrannt, rasch wiedereröffnet. Weiterer Brand 2011. |
| 8. März 1900     | Paris               | Frankreich     | Comédie-Française                                     |                            | |
| 20. Jan. 1902    | Stuttgart           | Deutschland    | Hoftheater                                            |                            | |
| 29. Aug. 1902    | Amsterdam           | Niederlande    | Variété Flora                                         |                            | überhitzter Tiegel mit Wachs und Terpentin (zur Holzbodenpflege) |
| 24. März 1902    | Barmen              | Deutschland    | Stadttheater                                          |                            | |
| 5. Apr. 1903     | Lille               | Frankreich     | Théâtre                                               |                            | |
| 30. Dez. 1903    | Chicago             | USA            | Iroquois Theater                                      | 605                        | Eine Woche nach der Eröffnung durch eine elektrische Lampe auf der Bühne entfacht. |
| 7. Okt. 1904     | Basel               | Schweiz        | Stadttheater                                          |                            | |
| 5. März 1908     | Meiningen           | Deutschland    | Hoftheater                                            |                            | |
| 25. Aug. 1912    | Berlin              | Deutschland    | Theater des Westens                                   |                            | |
| 4. Dez. 1916     | Crayford            | Großbritannien | Princesses’ Theatre                                   |                            | |
| 29. Aug. 1921    | London              | Großbritannien | Theatre Royal Stratford East                          | 0                          | Ein zu Mitternacht ausgebrochenes Feuer auf der Bühne zerstörte den hinteren Teil des Theaters; der Eiserne Vorhang bewahrte den übrigen Teil des Theaters, darunter den (leeren) Zuschauerraum, vor der Zerstörung.                                                                                 |
| 25. Jan. 1922    | Dessau              | Deutschland    | Hoftheater                                            | 2                          | Brandursache: Defekt im Heizungssystem |
| 18. März 1923    | Wiesbaden           | Deutschland    | Hessisches Staatstheater Wiesbaden                    |                            | |
| 6. März 1926     | Stratford-on-Avon   | Großbritannien | Shakespeare Memorial Theatre                          |                            | |
| 9. Jan. 1927     | Montreal            | Kanada         | Laurier Palace Theatre                                | 78                         | |
| 11. Feb. 1929    | Amsterdam           | Niederlande    | Variété Flora                                         |                            | |
| 31. Dez. 1929    | Paisley             | Großbritannien | Glen Cinema                                           | 71                         | |
| 3. März 1932     | Zittau              | Deutschland    | Stadttheater                                          |                            | |
| 8. Feb. 1936     | Turin               | Italien        | Teatro Regio                                          |                            | |
| 30. März 1946    | Edinburgh           | Schottland     | Theatre Royal                                         |                            | mutmaßlich eine fortgeworfene Zigarette auf einem der Balkone |
| 1. Mai 1951      | Genf                | Schweiz        | Grand Théâtre de Genève                               |                            | |
| 1964             | Hannover            | Deutschland    | Theater am Aegi                                       |                            | |
| 1974             | Porto Alegre        | Brasilien      | Teatro São Pedro                                      |                            | |
| 26. April 1976   | Dresden             | DDR            | Theater Junge Generation                              | 0                          | ein Brand auf der Bühne und die folgenden Löscharbeiten zerstörten den Zuschauer- und Bühnenraum, ausgelöst durch einen defekten Scheinwerfer |
| 1964             | Hannover            | Deutschland    | Theater am Aegi                                       |                            | |
| 18. Feb. 1977    | Xinjiang            | China          | Xinyang Cinema                                        | 694                        | |
| 19. Aug. 1978    | Abadan              | Iran           | Cinema Rex                                            | 400                        | → Hauptartikel : Brandanschlag Cinema Rex |
| 9. Okt. 1980     | Oslo                | Norwegen       | Nationaltheatret                                      | 0                          | Im Oktober 1943 waren das Bühnenhaus, der Schnürboden und das Dach des Theaters schon einmal in Brand geraten. |
| 22. Februar 1985 | Dresden             | DDR            | Filmbühne Wölfnitz                                    |                            | Defekter Schornstein |
| 12. Nov. 1987    | Frankfurt am Main   | Deutschland    | Oper Frankfurt                                        | 0                          | |
| 20. Mai 1990     | Magdeburg           | Deutschland    | Theater Magdeburg                                     |                            | vermutlich Brandstiftung |
| 12. Feb. 1990    | London              | Großbritannien | Savoy Theatre                                         |                            | bei Renovierungsarbeiten (genaue Ursache jedoch unbekannt) |
| 31. Jan. 1994    | Barcelona           | Spanien        | Gran Teatre del Liceu                                 | 0                          | Durch Schweißarbeiten an einer Kulisse entfacht. Das vollständig ausgebrannte Theater wurde weitgehend original wieder aufgebaut und am 7. Okt. 1999 wieder eröffnet. |
| 8. Dez. 1994     | Karamay             | China          | Theater der Freundschaft (友谊馆)                     | 325                        | |
| 29. Jan. 1996    | Venedig             | Italien        | Gran Teatro La Fenice di Venezia                      |                            | In der Nacht ausgebrochen wurde das Feuer mitten in der Stadt sogar mit Löschhubschraubern bekämpft. Vermutlich Brandstiftung. Das vollständig ausgebrannte Theater wurde weitgehend original wieder aufgebaut und am 14. Dez. 2003 mit einem Konzert und am 12. Nov. 2004 szenisch wieder eröffnet. |
| 13. Juni 1997    | Delhi               | Indien         | Uphaar Cinema                                         | 59                         | |
| 5. Sep. 2005     | Beni Suef           | Ägypten        | Beni Suef Cultural Palace                             | 46                         | Schauspieler stolpert über Kerze auf der Bühne, Papierdekoration fängt Feuer. Feuerwehr löscht binnen mehr als 1 Stunde. 1000 Zuseher. Opfer ersticken oder werden auch zu Tode getrampelt. |
| 22. März 2011    | Paris               | Frankreich     | Élysée Montmartre                                     | 0                          | 2016 renoviert wiedereröffnet. Brand hier auch schon 1900. |
| 21. Dez. 2011    | Linz                | Österreich     | Musiktheater Linz (Baustelle)                         | 0                          | Vormittags breitet sich ein Brand von Dachbitumen auf die Fassade eines Aufbaus aus. Mittags Brand-Aus. |
| 2. Apr. 2021     | Linz                | Österreich     | Theater Phönix                                        | 0                          | Brand im Proberaum nach technischem Gebrechen. |
| 4. Juni 2021     | Neu-Ulm             | Deutschland    | Florian Zimmer Theater                                | 0                          | Premiere war am 11. Juni 2022. Brand begann mit einem elektronischen Gerät im Büro. Der anwesende Zimmer alarmiert die Feuerwehr. |